# Anna Karenina (film 1920)
Anna Karenina è un film muto del 1920 diretto da Friedrich Zelnik. Quarto adattamento cinematografico del capolavoro di Tolstoj che ebbe come protagonisti Lya Mara, Johannes Riemann e Heinrich Peer.

## Produzione
Il film fu prodotto dalla Zelnik-Mara-Film GmbH, la compagnia di produzione berlinese creata da Friedrich Zelnik insieme alla moglie, l'attrice Lya Mara.

## Distribuzione
Il film, con il visto di censura B.00303 del 4 settembre 1920 che ne vietava la visione ai minori, fu presentato al Marmorhaus di Berlino il 20 ottobre 1920.
Con il titolo Världens moral och kärlekens, uscì in Svezia il 30 dicembre 1920.